# Rinse Blanksma

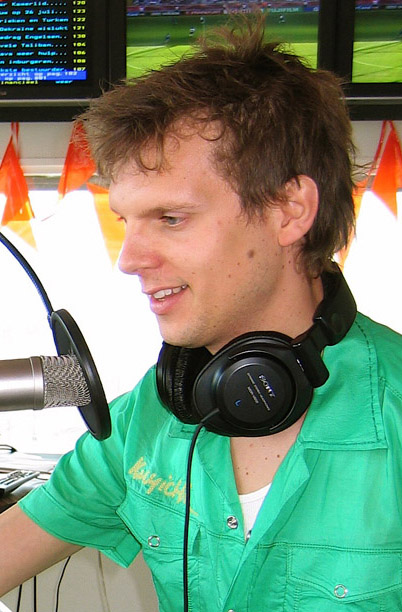
Rinse Blanksma in 2006

Rinse Blanksma (Amsterdam, 7 februari 1974) is een Nederlands radio-dj en producent, bekend als presentator op diverse radiozenders.

## Carrière
Rinse Blanksma raakte al op jonge leeftijd gefascineerd door het medium radio. Hij deed drive-inshows en werkte bij de lokale omroepen van Lelystad, Almere, Bussum en Hilversum.

### 3FM
Van maart 2004 tot april 2006 was hij werkzaam bij 3FM, waar hij als producer betrokken was bij programma's van Timur Perlin, Sander Lantinga en Michiel Veenstra. Daarnaast presenteerde hij nachtprogramma's.
Van maart 2010 t/m september 2013 was hij regisseur van het radioprogramma GIEL! van Giel Beelen op NPO 3FM.

### Caz!
In april 2006 stapte Rinse Blanksma over naar Caz! waar hij als producer en dj werkte. Op zaterdag- en zondagmiddag presenteerde hij het programma Rinse Heeft Weekend. Ook was hij de vaste vervanger van Timur Perlin. Na de verkoop van Caz! in juli 2007 presenteerde hij vanaf september 2007 tot mei 2009 programma's op Arrow Classic Rock.

### KX Radio en NPO Radio 6
Tevens was Blanksma van mei 2004 t/m juli 2013 werkzaam bij KX Radio. Van juli 2009 t/m januari 2014 was hij ook te horen op NPO Radio 6 voor de VPRO en de NTR.

### NPO Radio 2
Hierna ging hij naar NPO Radio 2 om de regie van De Heer Ontwaakt! en Gijs 2.0 te doen.  
Sinds 2021 is Blanksma te horen als sidekick van Eddy Keur in Eddy's Nachtwacht, dat elke vrijdag- en zaterdagnacht tussen 00.00 en 02.00 namens PowNed wordt uitgezonden op NPO Radio 2. 

## Trivia
- Blanksma is eigenaar van een productiemaatschappij.